# وهيب الغانم
الدكتور وهيب الغانم (1919 -2003 ) مفكر قومي عربي ومن مؤسسي حزب البعث العربي الاشتراكي في سوريا والعراق.
ولد في أنطاكية في لواء اسكندرون لأسرة متوسطة الحال. والده الشيخ صالح الغانم، الذي كان مدير مدرسة ابتدائية في اللواء.
كان قبلة أنظار عرب اللواء في الثلاثينات، لأنه خطيبهم اللامع، ومندوبهم للمفاوضات عن عرب اللواء. كان أحد أعضاء وفد اللواء إلى قرنايل (لبنان) عام 1933 لإعلان قيام عصبة العمل القومي، وأقام مع زكي الأرسوزي فرعاً لها في اللواء. كان العضو المؤسس مع زكي الأرسوزي لحزب البعث العربي في دمشق عام 1940، وكان بيته في السبكي مقراً أول لهذا الحزب.
كان أول طبيب عربي في اللواء تخرج من الجامعة السورية. بعد تخرجه عام 1943 من الجامعة اتخذ من اللاذقية مقراً لحزب البعث العربي، وإلى اللاذقية توجهت إليه قيادة البعث في دمشق مؤلفة من ميشيل عفلق وصلاح البيطار ومدحت البيطار ولفيف من الأعضاء وذلك عام 1946 من أجل دمج الحزبين في حزب واحد. تم الاتفاق على إعداد دستور من كل طرف لمناقشته في المؤتمر التأسيسي في دمشق من 3 ـ 7 نيسان 1947. بعد المؤتمر الأول انتخب الغانم عضواً في المكتب التنفيذي للحزب، وعدد أعضائه خمسة. انتخبوا من صفوفهم الأستاذ ميشيل عفلق عميداً للحزب. وضع الغانم مسودة بيان الحزب في مناقشة مشروع الاتحاد السوري ـ العراقي عام 1950.
قاد معركة الريجي في اللاذقية، وتحقق للحزب بعد ألوف البرقيات ومئات ألوف التواقيع وعشرات المظاهرات، وبعد المظاهرة الكبيرة في حلب التي قدمت عشرات الجرحى، تحقق تأميم الريجي والترام والكهرباء، وهي جميعاً امتيازات فرنسية في سورية، وتعتبر عملية التأميم هذه أول عملية تأميم ليس في سورية وحسب، وإنما في الوطن العربي. سمي وزيراً للصحة عن الحزب عام 1955.
قاد فريق حزب البعث العربي في الحوار مع الحزب العربي الاشتراكي من أجل عملية الدمج بين الحزبين عام 1952.

## مؤلفاته
من مؤلفاته المخطوطة ترجمته لخطب فخته إلى طلاب الجامعة في برلين. ومن مؤلفاته المطبوعة كتابه (الجذور الواقعية والفكرية لمبادئ حزب البعث العربي) عام 1994، وله ديوان شعر قومي اجتماعي بالإضافة إلى أشعار الزجل الشعبي. وله مالا حصر له من المقالات المنشورة في صحيفة البعث خاصة والصحف والمجلات السورية واللبنانية.
له ثلاثة أبناء هم نمير (سفير سورية في الجزائر) ونشوان وتيم وكنانة.